# Allium breviscapum
Allium breviscapum är en amaryllisväxtart som beskrevs av Otto Stapf. Allium breviscapum ingår i släktet lökar, och familjen amaryllisväxter. Inga underarter finns listade i Catalogue of Life.